# Уранго, Хуан
Хуан Уранго (4 октября 1979) — колумбийский боксёр-профессионал, выступающий в полутяжёлой весовой категории.

## 2002—2006
Дебютировал в 2002 году.
Начиналась карьера у Уранго очень хорошо.
в 2004 году Хуан Уранго пообедил Лавана Керакосяна.
в 2006 году Уранго переиграл Науфеля Бен Рабу.

## 20 января2007Хуан Уранго —Рикки Хаттон
- Место проведения:  Пэрис Лас Вегас, Лас-Вегас, Невада, США
- Результат: Победа Хаттона единогласным решением судей в 12-раундовом бою
- Статус: Чемпионский бой за титул IBF в 1-м полусреднем весе (1-я защита Уранго); чемпионский бой за вакантный титул IBO в 1-м полусреднем весе
- Рефери: Тони Уикс
- Счет судей: Роберт Хойл (109—119), Дейв Моретти (109—119), Джерри Рот (109—119) — все в пользу Хаттона
- Вес: Уранго 63,00 кг; Хаттон 63,00 кг
- Трансляция: HBO
- Счёт неофициального судьи: Харольд Ледерман (110—118 Хаттон)

В январе 2007 года Хаттон без труда победил по очкам Хуана Уранго.

## 20 января2007Хуан Уранго —Герман Нгуджо
- Место проведения:  Монреаль, Канада
- Статус: Рейтинговый бой.
- Счет судей: Роберт Хойл (109—119), Дейв Моретти (109—119), Джерри Рот (109—119) — все в пользу Уранго.
- Результат: Победа Уранго единогласным решением судей в 12-раундовом бою.

30 января на арене Белл-центра в Квебеке (Канада) состоялся вечер профессионального бокса, главным событием которого стал поединок за вакантный титул чемпиона мира в первом полусреднем весе по версии IBF. Это звание оспорили камерунец Герман Нгуджо (17-3-0, 9 KO) и колумбиец Хуан Уранго (21-1-1, 16 KO). Поединок продлился все отведённые на него 12 раундов, по завершении которых победа единогласным решением судей досталась колумбийскому боксёру. Счёт судейских записок 118—108, 116—110 и 120—106 в пользу Хуана Уранго. Отметим, что по ходу боя Нгуджо дважды был отправлен в нокдаун в третьем раунде. Уранго победил.

## 2010
В 2010 году Уранго проиграл небитому Андре Берто.

## 27 августа2009Хуан Уранго —Рендалл Бэйли
- Место проведения:  Голливуд, США
- Статус: Рейтинговый бой.
- Счет судей: Роберт Хойл (109—119), Дейв Моретти (109—119), Джерри Рот (109—119) — все в пользу ничьи.

Результат: Победа Уранго техническим нокаутом в 11-м раунде в 12-раундовом бою.
Хуан Уранго встретился с Рэндаллом Бейли. Бой был зрелещный в младшем полусреднем весе, остановив в одиннадцатом раунде бывшего двукратного чемпиона Рэнделла Бейли. Как и ожидалось, бой между двумя признанными нокаутерами выдался очень зрелищным. В шестом раунде Бейли отправил действующего чемпиона в тяжелый нокдаун мощным ударом справа. Однако, Уранго, проявив недюжинную волю, выстоял и в девятом раунде уже сам дважды отправлял претендента на настил ударами по корпусу. Бейли сумел продержаться до гонга, однако в десятом раунде вновь оказался в нокдауне. В итоге в предпоследней трехминутке угол Рэнделла отказался от продолжения борьбы. Уранго победил.